# Luigina Giavotti
Luigina Giavotti   (Pavia, 12 d'octubre de 1916 - Pavia, 4 d'agost de 1976) fou una gimnasta artística italiana, la més jove medallista en uns Jocs Olímpics.

## Biografia
Va néixer el 12 d'octubre de 1916 a la ciutat de Pavia, població situada a la Llombardia, que en aquells moments formava part del Regne d'Itàlia i que avui forma part d'Itàlia. Va morir el 4 d'agost de 1976, si bé es desconeix el lloc de la seva mort.

## Carrera esportiva
Va participar, als 11 anys i 302 dies, als Jocs Olímpics d'Estiu de 1928 realitzats a Amsterdam (Països Baixos), on va aconseguir guanyar la medalla de plata en el concurs complet individual femení, convertint-se en l'esportista més jove en aconseguir una medalla al llarg de tota la història dels Jocs Olímpics moderns.